# Campanha presidencial de José Maria Eymael em 2018
A campanha presidencial de José Maria Eymael em 2018 foi oficializada em 28 de julho de 2018 em São Paulo, tendo como vice na chapa o pastor Helvio Costa em uma chapa puro-sangue. Esta foi a quinta vez que Eymael concorreu ao mesmo cargo pelo partido Democracia Cristã.

## Propostas
Entre suas propostas estava a redução da quantidade de ministérios para quinze e a pretensão de priorizar a educação. Outras de suas propostas eram: a diminuição do custo do crédito para o setor produtivo, o apoio ao agronegócio, moradia para a população carente, incentivo à integração das forças de segurança e a reformulação do sistema penitenciário para atender à ressocialização dos apenados.

## Candidatos
| Partido Democracia Cristã                  |                      |
|                                            |                      |
| José Maria Eymael                          | Helvio Costa         |
| para presidente                            | para vice-presidente |
|                                            |                      |
| Deputado federal por São Paulo (1986–1995) |                      |

## Resultado da eleição

### Eleições presidenciais
| Ano de eleição | Candidato | Primeiro Turno      | Primeiro Turno      | Segundo Turno       | Segundo Turno       |
| Ano de eleição | Candidato | # do total de votos | % do total de votos | # do total de votos | % do total de votos |
| -------------- | --------- | ------------------- | ------------------- | ------------------- | ------------------- |
| 2018           | Eymael    | 41.708              | 0,1                 | Não concorreu       | Não concorreu       |